# Saint-Éloy-de-Gy
Saint-Éloy-de-Gy ist eine französische Gemeinde mit 1.569 Einwohnern (Stand: 1. Januar 2022) im Département Cher in der Region Centre-Val de Loire. Sie gehört zum  Arrondissement Bourges und zum Kanton Saint-Martin-d’Auxigny.

## Geographie
Saint-Éloy-de-Gy liegt etwa acht Kilometer nordnordwestlich von Bourges in der Sologne. Das Gemeindegebiet wird im Süden und Südwesten vom Flüsschen Annain durchquert, das zur Yèvre entwässert. Im Nordwesten entspringt der Croulas, ein Zufluss des Barangeon. Umgeben wird Saint-Éloy-de-Gy von den Nachbargemeinden Allogny im Norden, Saint-Martin-d’Auxigny im Nordosten, Vasselay im Osten, Saint-Doulchard im Süden, Berry-Bouy sowie Allouis im Westen.

## Bevölkerungsentwicklung
| Jahr                       | 1962 | 1968 | 1975 | 1982 | 1990 | 1999 | 2006 | 2017 |
| Einwohner                  | 972  | 1028 | 920  | 1071 | 1269 | 1382 | 1497 | 1541 |
| Quellen: Cassini und INSEE |      |      |      |      |      |      |      |      |

## Sehenswürdigkeiten
- Kirche Saint-Éloy, Ende des 12. Jahrhunderts erbaut, 2000 restauriert, seit 1913 Monument historique
- Rathaus
- Schloss Dame aus dem 15. Jahrhundert
- Schloss Le Vernay